# Beata (wyspa)
Beata – wyspa na Morzu Karaibskim, położona 7 km na południowy wschód od przylądka Beata – najdalej na południe wysuniętego punktu wyspy Haiti. Należy do Dominikany, administracyjnie wchodzi w skład prowincji Pedernales. Wyspa ma kształt zbliżony do trójkąta i płaską powierzchnię. Zajmuje ok. 27 km², jest niezamieszkana. Dostęp do niej jest utrudniony ze względu na brak infrastruktury.
Wyspa odkryta podczas drugiej wyprawy Krzysztofa Kolumba w 1494, nazwana wówczas „Saint Catherine”. 19 sierpnia 1498 Kolumb ponownie zawitał u jej brzegów, uznając wyspę za ominiętą podczas poprzedniej wyprawy nazwał ją Beata, którą to nazwę wyspa nosi do dziś.
W 2001 odkryto tu nieznany dotychczas gatunek jaszczurki. Według obecnej wiedzy, jest to najmniejszy ze wszystkich znanych gatunków tych gadów, a jednocześnie najmniejszy spośród wszystkich gatunków gadów, ssaków i ptaków występujących na Karaibach. Znaleziony dorosły osobnik gatunku nazwanego po łacinie Sphaerodactylus ariasae mierzył 16 mm od czubka nosa do podstawy ogona. Odkrycia dokonali biolodzy Blair Hedges i Richard Thomas.
Wyspa jest używana przez dominikańskich Marines do ćwiczeń. Niekontrolowana eksploatacja fauny Beaty, głównie gatunku dużych ślimaków zwanych lambi, a także żółwi morskich, krabów i krewetek, spowodowała niemal całkowite wytępienie tych gatunków na wyspie i w otaczających ją wodach morskich. Obecnie na wyspie istnieje niewielka kolonia dzikich kóz, a w pobliskich wodach poławiane są tuńczyki. Beata w całości objęta jest ochroną, wchodząc w skład Parku Narodowego Jaragua.